# Albert Buck
Albert Eugen Emil Buck (* 23. Januar 1895 in Stuttgart; † 6. September 1942 gefallen bei Noworossijsk) war ein deutscher Generalmajor der Wehrmacht im Zweiten Weltkrieg.

## Leben
Albert Buck trat am 1. Oktober 1913 als Einjährig-Freiwilliger in das Grenadier-Regiment „Königin Olga“ (1. Württembergisches) Nr. 119 der Württembergischen Armee in Stuttgart ein. Nach der Mobilmachung anlässlich des Ersten Weltkriegs nahm er mit dem Regiment an den Kämpfen an der Westfront teil. Ab 1915 diente er als Zug- und später als Kompanieführer im Reserve-Infanterie-Regiment Nr. 246. Am 22. März 1915 wurde er zum Leutnant der Reserve befördert. Für sein Wirken erhielt Buck beide Klassen des Eisernen Kreuzes, das Ritterkreuz II. Klasse des Friedrichs-Ordens mit Schwertern sowie am 20. Februar 1918 das Ritterkreuz des Militärverdienstordens. Von Oktober 1918 bis Dezember 1919 befand er sich in amerikanischer Kriegsgefangenschaft und wurde anschließend zum 1. Januar 1920 mit dem Charakter als Oberleutnant der Reserve aus dem Militärdienst entlassen.
Daraufhin trat er am 3. Januar 1920 als Oberleutnant zur Württembergischen Landespolizei über und stieg bis 1935 zum Major auf.
Am 15. Oktober 1935 wurde er mit RDA vom 1. Oktober 1934 als Major und Kommandeur des III. Bataillons im Infanterie-Regiment 56 in die Wehrmacht übernommen. In dieser Eigenschaft stieg Buck am 1. April 1937 zum Oberstleutnant auf.
Nach dem Beginn des Zweiten Weltkriegs wurde er am 25. Oktober 1939 zum Infanterie-Ersatz-Regiment 5 versetzt und war vom 19. November 1939 Kommandeur des neu aufgestellten Infanterie-Regiments 305 bei der 198. Infanterie-Division. Am 1. April 1940 wurde er zum Oberst befördert. Beim Überfall auf Dänemark (Operation Weserübung-Süd) am 9. April 1940 führte Buck die 3. Kampfgruppe, welche aus Teilen seines Regiments bestand. Mit der Mecklenburg setzte die Kampfgruppe am Morgen des 9. April 1940 nach Dänemark über und die deutsche Truppen gingen als erste um 4:15 Uhr von der Fähre in Gedser an Land. Die Aufgabe der 3. Kampfgruppe bestand darin, über die Insel Falster und über die Meerenge bei Vordingborg zur Gewinnung eines Brückenkopfes nördlich Vordingborg für die nachfolgenden Teile der Division vorzustoßen. Der Brückenkopf konnte aufgebaut werden. Am 22. Juni 1941 konnte er mit seinem Regiment bei Sculeni einen Brückenkopf über den Pruth einrichten und halten. Nachdem er am 3. Juli 1941 die Anerkennungsurkunde des Oberbefehlshabers des Heeres für hervorragende Leistungen auf dem Schlachtfeld erhalten hatte, wurde er am 17. Juli 1941 mit dem Ritterkreuz des Eisernen Kreuzes ausgezeichnet.
Am 10. April 1942 beauftragte man ihn zunächst mit der Führung der 198. Infanterie-Division und am 1. Juli 1942 erfolgte seine Ernennung zum Divisionskommandeur. Mit RDA von diesem Datum wurde Buck am 5. Juli 1942 zum Generalmajor befördert. Er starb auf der Rückfahrt von der Front zum Divisionsgefechtstand durch eine Handgranate. Postum erhielt er am 13. September 1942 das Deutsche Kreuz in Gold.